# حديقة محاسن
حديقة محاسن هي حديقة تقع في محافظة الأحساء في المنطقة الشرقية في المملكة العربية السعودية، كما تعد الحديقة من معالم الأحساء السياحية، وتعتبر من أقدم الحدائق في الأحساء، والحديقة ملك أمانة الأحساء، وتتميز الحديقة بالهدوء بعيداً عن صخب المدينة، وتعطي فرصة من أجل الاسترخاء فيها. وتُعد أبرز حدائق الأحساء.

## الموقع
تقع حديقة الطرف النموذجية في حي القادسية في منطقة المبرز، حيث تتميز الحديقة بوقعها في موقع إستراتجي، ووقعها في حي مؤهل بالسكان.

## المحتويات
تتميز حديقة محاسن بالمساحات الخضراء، والأشجار وخاصةً أشجار النخيل، كما تتميز بعض العناصر الترفهية مثل مسار الجري والمشي، وأماكن للجلوس، ومطاعم، وأماكن مخصصه للرياضة.

## ألعاب
يوجد العديد من ألعاب الأطفال في حديقة محاسن.

## مواعيد الزيارة
تعمل الحديقة علي مدار 24 ساعة.

## الصيانة
في عام 2013، قامت أمانة الأحساء بتركيب أعمدة إنارة جديدة، لتفادي الكابلات المكشوفة في الحديقة.